# Henri Evenepoel
Henri-Jacques-Edouard Evenepoel (Nica, 3. listopada 1872. – Pariz, 27. prosinca 1899.) bio je belgijski slikar i grafičar blizak postimpresionistima. Studirao je u Bruxellesu i Parizu. Slikao je izražajne i suptilne dječje portrete, mrtvu prirodu te pejsaže i prizore s pariških ulica. Od njegovih se grafičkih radova osobito ističu ilustracije djela Edgara Allana Poea.

## Životopis
Rođen je u Bruxellesu. Njegova majka umrla je dvije godine nakon njegova rođenja. Njegov otac, Edmond Evenepoel bio je visoki belgijski dužnosnik. Henri je vrlo mlad studirao crtanje na Akademiji Saint-Josse-ten-Node, kao i radionice slikara Ernest Blanc-Garina i dekoraciju Adolphe Crespin na Académiji Royale des Beaux-Arts.
Godine 1892. preselio se u Pariz. Boravio je sa svojom rođakinjom Lousieom De Meyom, koja mu je bila jedan od njegovih najdražih modela. Vježbao je i stjecao nova znanja na Gustave Moreau studiju na Fakultetu likovnih umjetnosti u Parizu, gdje se susreo s budućim umjetnicima: Henri Matisse, Georges Rouault, Simon Bussy, Charles Milcendeau i Léon Printemps.
Godine 1894., njegova rođakinja Louise rodila je sina Charlesa, koji će se pojaviti na nekoliko svojih dječjih portreta. Prvu samostalnu izložbu održao je u Bruxellesu još 1895. kad je u Salonu du Champ-de-Mars izložio svoja prva četiri portreta.
1897., Henri Evenepoel se razbolio i proveo nekoliko mjeseci u Alžiru na liječenju.  Sprijateljio se s francuskim slikarom Raoulom du Gardierom koji je, poput njega, prisustvovao studiju Gustave Moreau. Boje njegovih slika su pod utjecajem njegova boravka u Alžiru.
Povratkom u Pariz, Evenepoel dobiva velike inspiracije nedjeljnim šetnjama u Bois de Boulogneu. Njegova karijera počinje uspješnim i cijenjenim radovima. Obitelj i prijatelji poželjni su subjekti njegovih cjelovečernjih portreta, često na neutralnoj pozadini s utjecajem Édouard Maneta i James Abbott McNeill Whistlera.
1899. dobio je poziv za sudjelovanje u La Libre Esthetique salonu 1900. te je bio pozvan od strane organizatora belgijske sekcije za Parizšku izložbu. Henri Evenepoel tada se planira vratiti u Belgiju i oženiti njegovu rođakinju Louise,  i prepoznati svoga sina Charlesa.
Nekoliko dana prije povratka u Bruxellesu 27. prosinca 1899., umro je u Parizu zbog tifusa. Imao je 27 godina.
U Bruxellesu je živio u ulici Dupont 78, u četvrti Schaerbeek.

## Poznati radovi
- Orange Market, Blidah, 1898. , Kraljevski muzej likovnih umjetnosti Bruxelles
- Café d´Harcourt u Parizu
- Portret sina Charlesa, 1898, Koning Boudewijnstichting
- Belgijska poštanska marka, 1973.
- Kći Henri Mattisea, Muzej Dhondt-Dhaenens
- Le bébé
- Le trottin ou parisienne (hrv. Zadatak ili Parižanka)
- Čovjek u crvenom
- Henriette s velikim šeširom, muzej Fin-de-Siècle (Bruxelles)
- Foire aux Invalides
- Nedjeljna šetnja parkom Bois u Bologni

## Vanjske poveznice

### Sestrinski projekti
|  | Zajednički poslužitelj ima još gradiva o temi Henri Evenepoel |

### Mrežna sjedišta
- LZMK / Proleksis enciklopedija: Evenepoel, Henri (kratki životopis)
- Evenepoel, Henri Hrvatska enciklopedija. LZMK (kratki životopis)
- Indianapolis Museum of Art: Henri Evenepoel (engl.)
- cultured.com – Henri Evenepoel  Arhivirana inačica izvorne stranice od 20. ožujka 2015. (Wayback Machine) (engl.)